# Thalictrum acteifolium
Thalictrum acteifolium är en ranunkelväxtart som beskrevs av Sieb. och Zucc.. Thalictrum acteifolium ingår i släktet rutor, och familjen ranunkelväxter. Inga underarter finns listade i Catalogue of Life.